# U-Bahnhof Scharfreiterring
Der U-Bahnhof Scharfreiterring (Abkürzung: SR) ist der 4. U-Bahnhof der Nürnberger U-Bahn und wurde am 1. März 1972 eröffnet. Er ist 547 m vom U-Bahnhof Langwasser Nord und 591 m vom U-Bahnhof Langwasser Mitte entfernt. An den Bahnhof schließt sich Richtung Fürth eine Abstellanlage bis zum U-Bahnhof Langwasser Nord und Richtung Langwasser der Abzweig zum U-Bahn-Betriebshof an. Der Scharfreiterring ist nach dem Berg Scharfreiter im Karwendelgebiet benannt. In den ursprünglichen Planungen hatte dieser U-Bahnhof den Arbeitstitel Kreuzburger Straße. Da die Kreuzburger Straße beim Bau des U-Bahnbetriebshofes aufgelassen wurde, konnte diese Bezeichnung nicht verwendet werden. Täglich wird er von rund 4.500 Fahrgästen genutzt (Mo–Fr, 2019).

## Lage

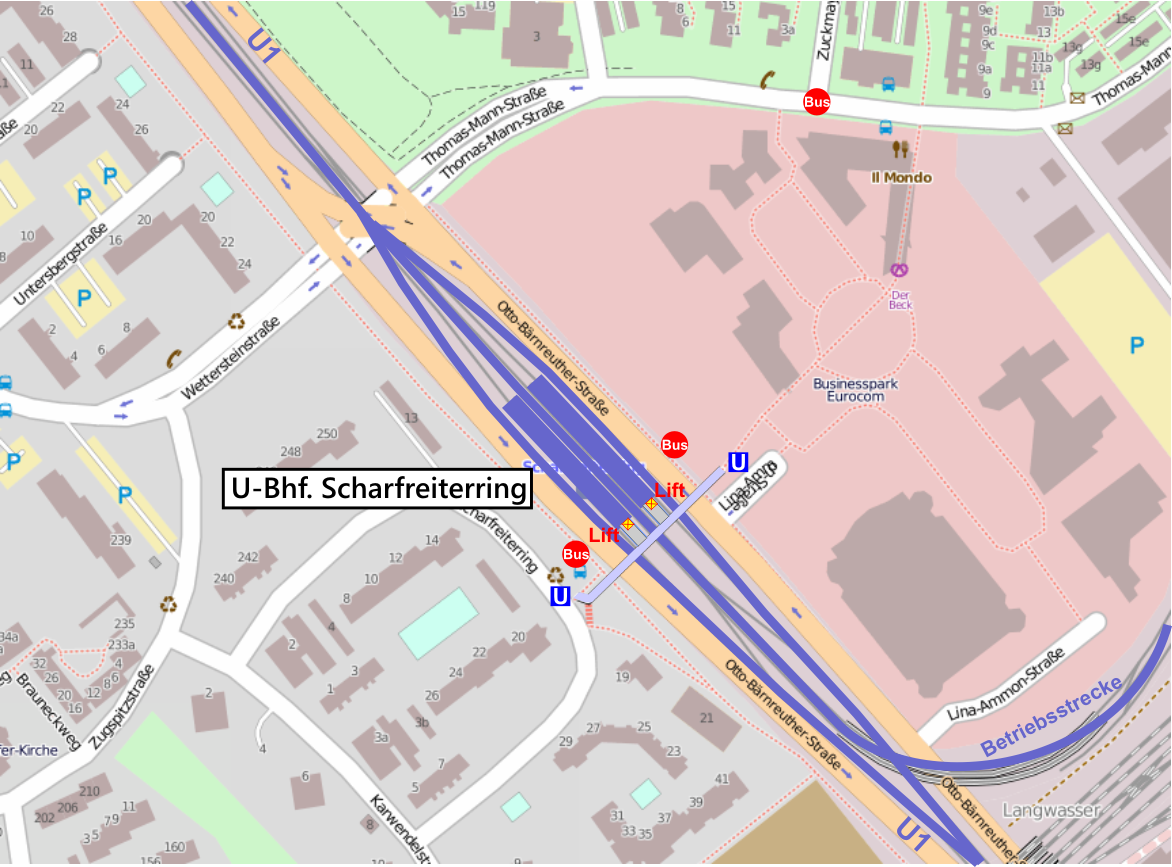
Lageplan U-Bhf. Scharfreiterring

Der Bahnhof liegt im Nürnberger Stadtteil Langwasser oberirdisch inmitten der Otto-Bärnreuther-Straße. Der einzige Aufgang am östlichen Bahnsteigkopf führt zu einem Fußgängersteg und von dort aus zur Lina-Ammon-Straße und zum Scharfreiterring. Die beiden Aufzüge verbinden die Bahnsteige ebenfalls mit dem Fußgängersteg.

## Bauwerk und Architektur
Die Bauarbeiten für das 124 m lange Bahnhofsbauwerk begannen 1967. Die beiden Aufzüge wurden im Jahre 1987 nachgerüstet.
Der Bahnhof verfügt wegen des Betriebshof-Anschlusses über vier Gleise und zwei Bahnsteige. Diese wurden im Stil der 1960er mit unverkleidetem Sichtbeton erstellt, die Bahnsteigdächer werden von je neun Stützen getragen.
Im Jahr 2015 wurde der Bahnhof umfassend modernisiert und erhielt dabei unter anderem einen neuen Bodenbelag und eine neue Bahnsteigausstattung.

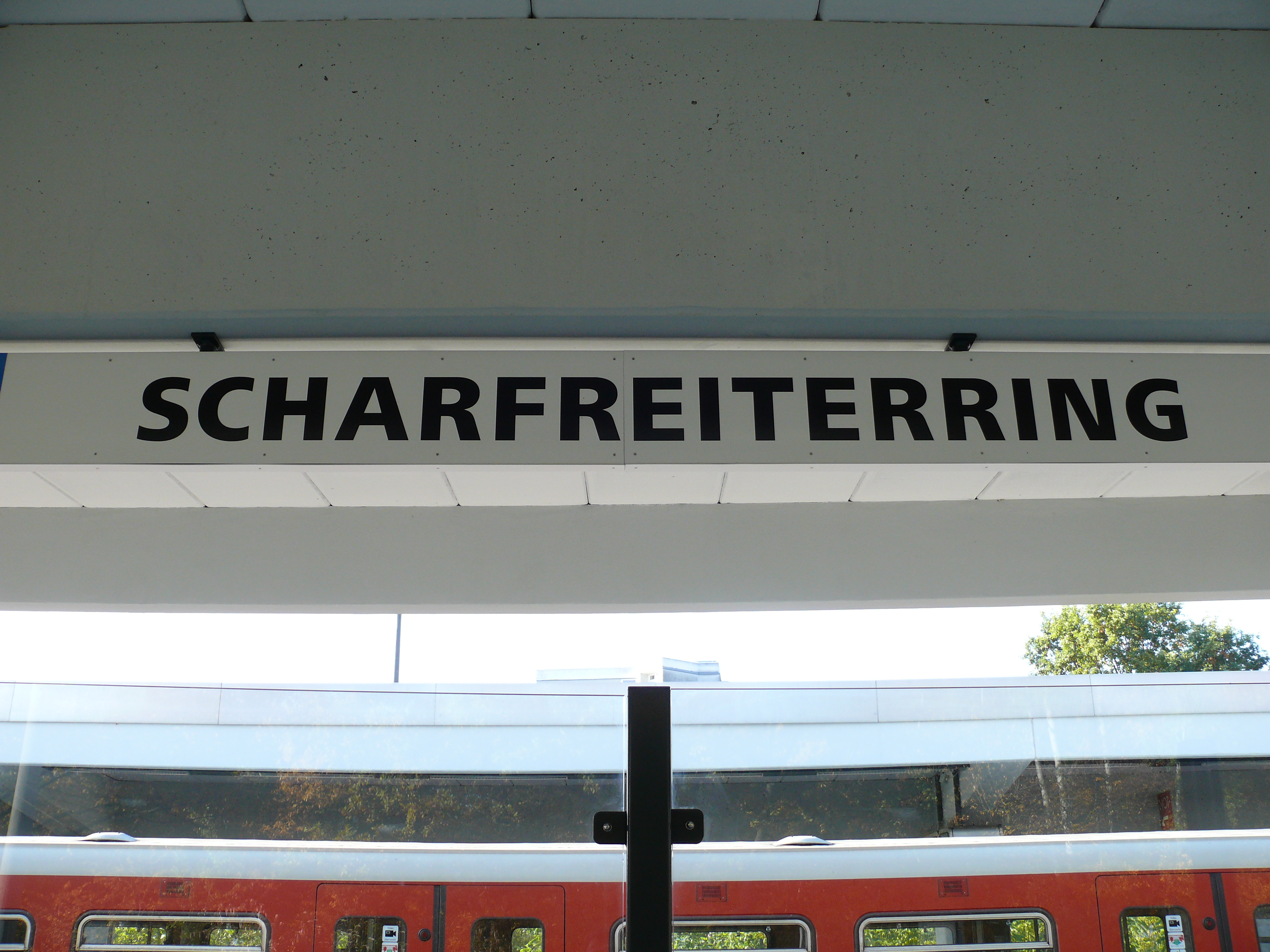
Stationsname an den Bahnsteigdächern
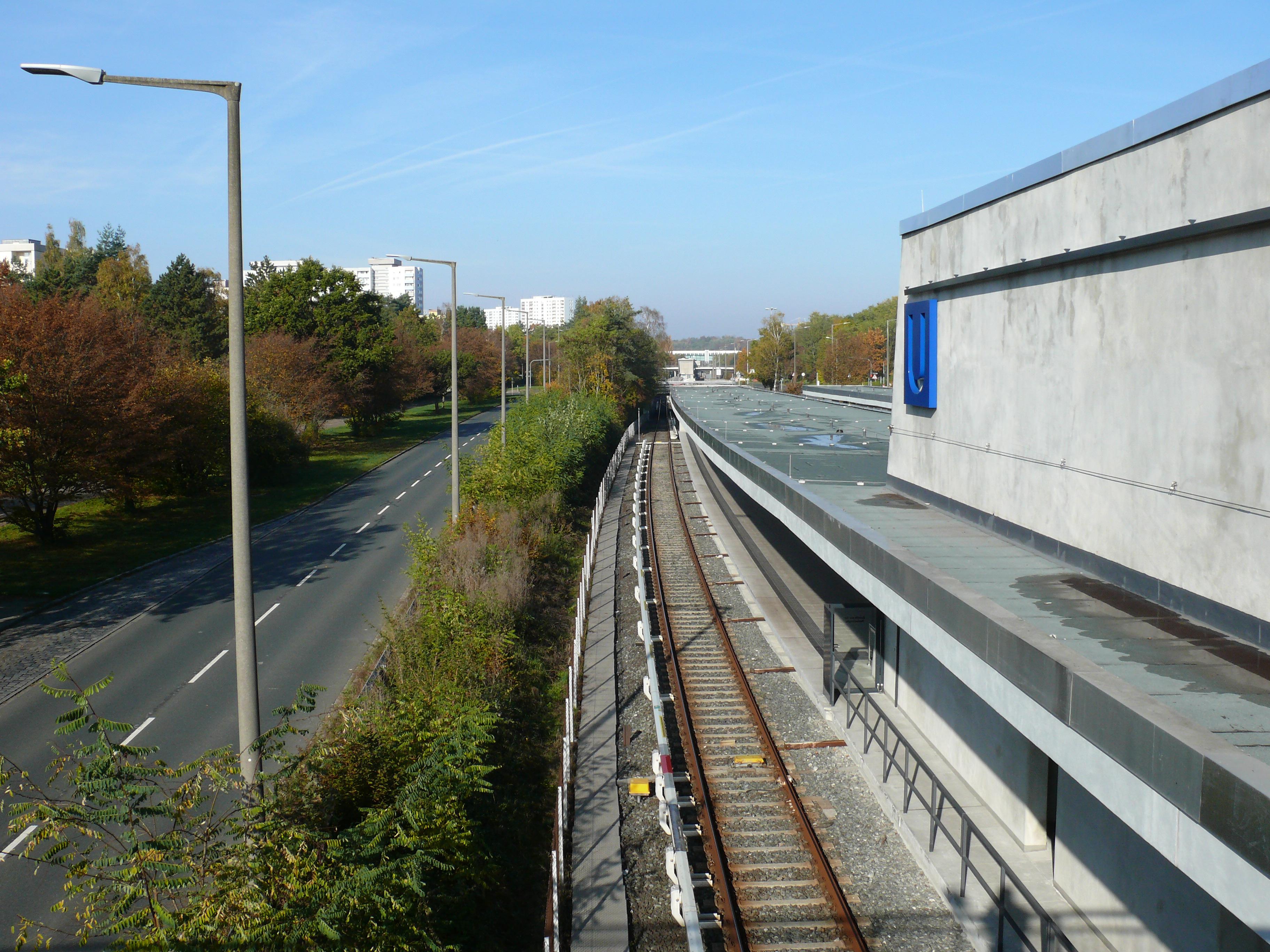
Blick von der Zugangsbrücke
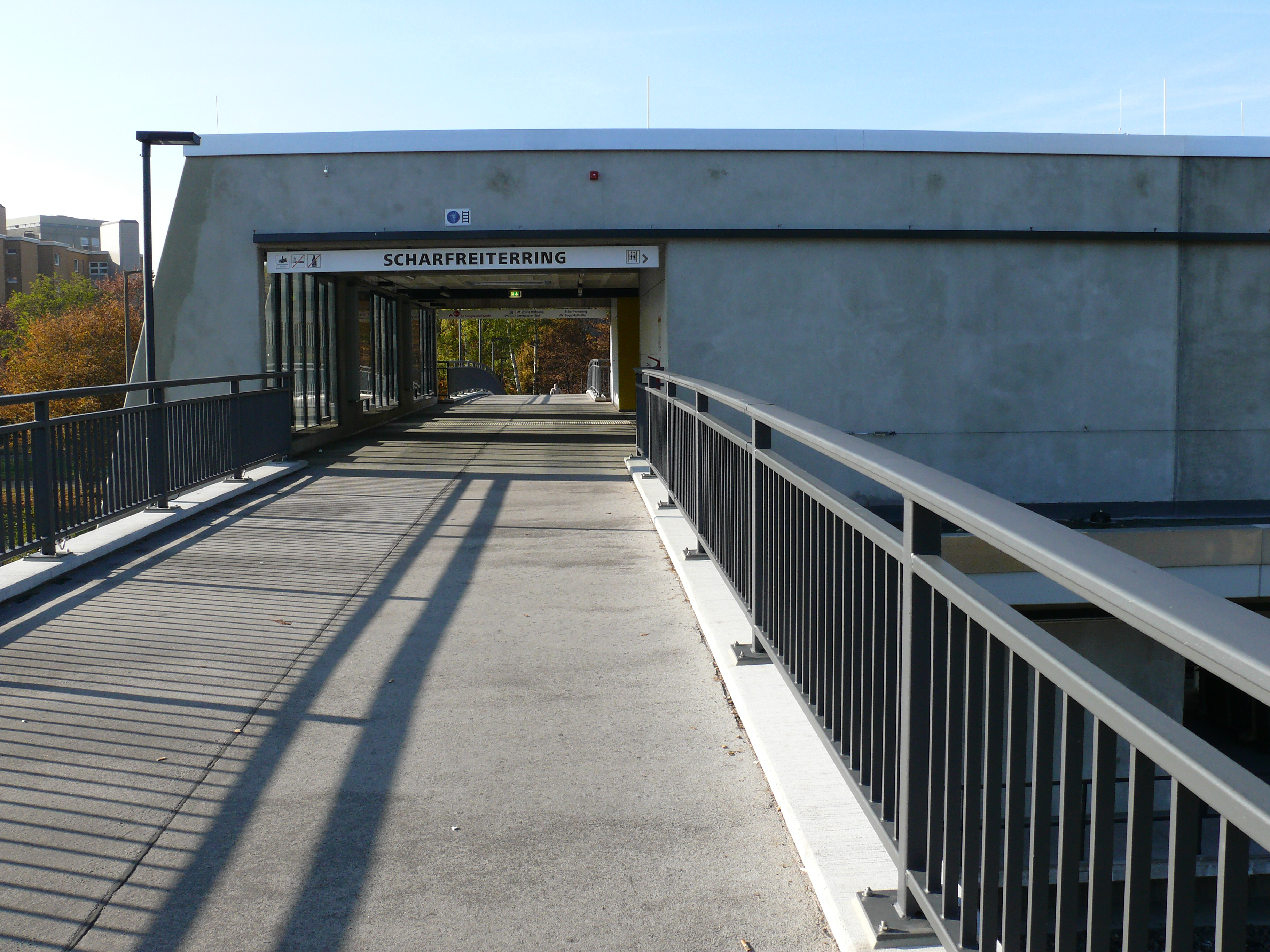
Eingang zur Station auf der Zugangsbrücke
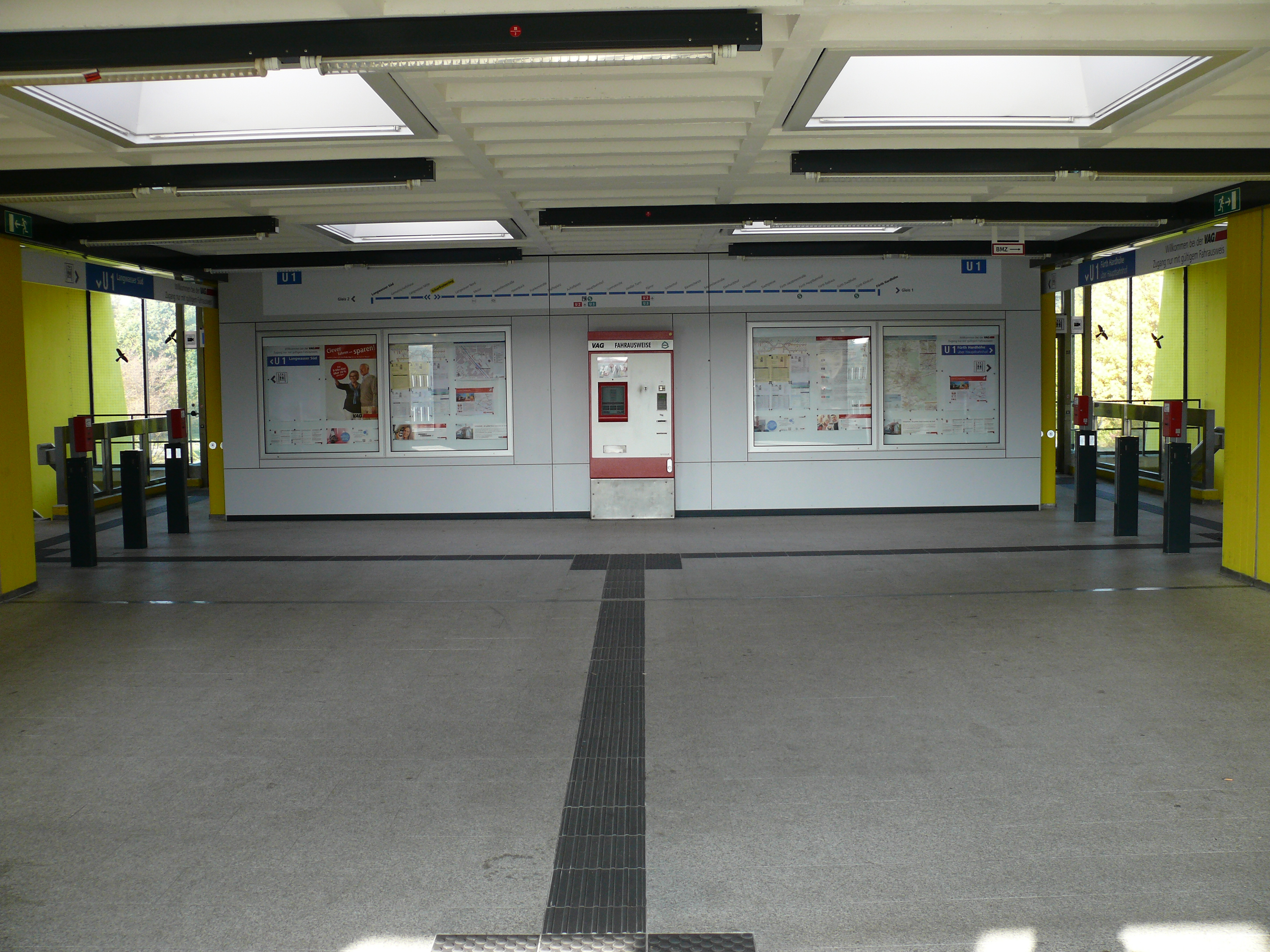
Verteilerebene
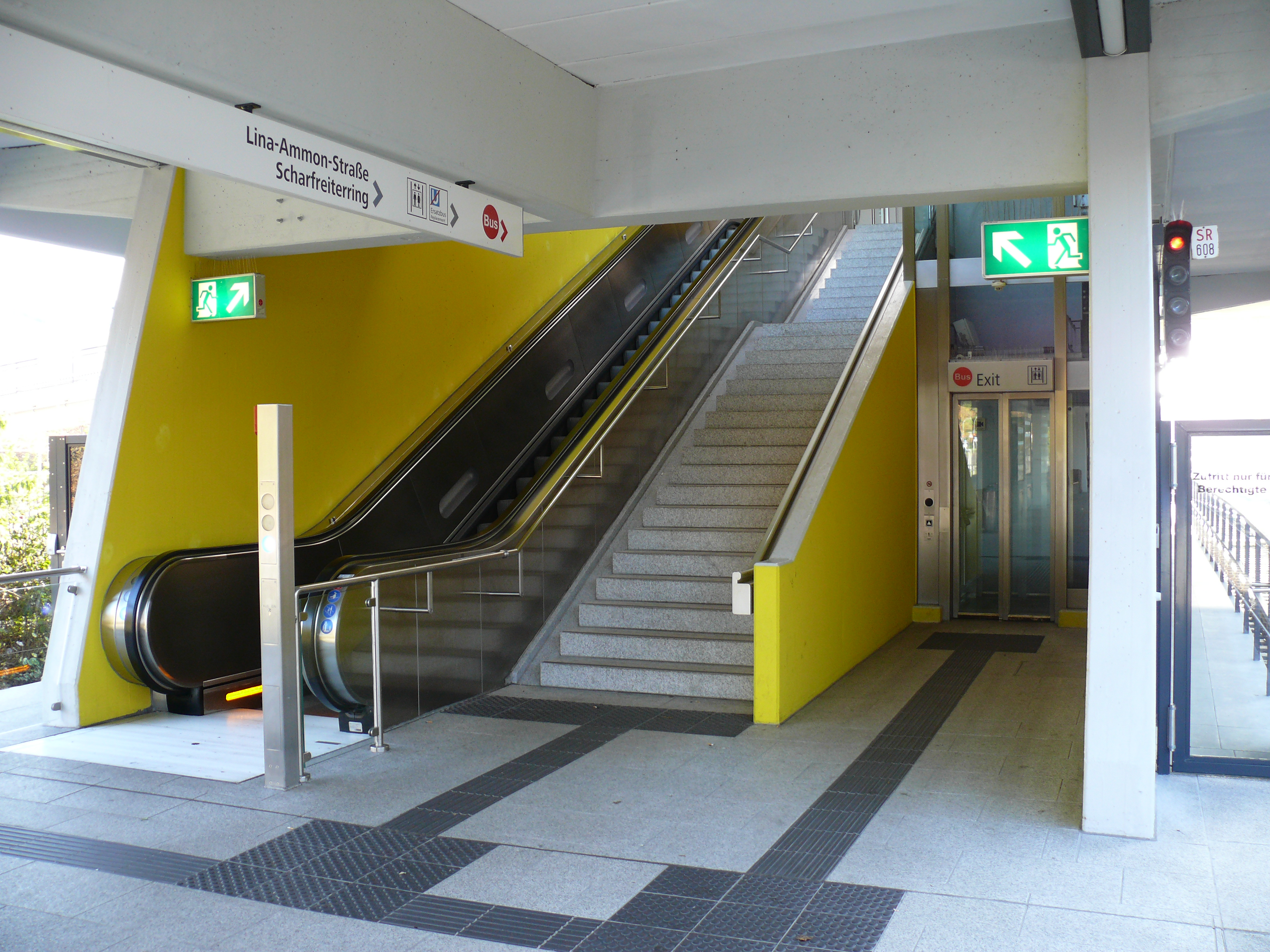
Aufgang von der Bahnsteigebene
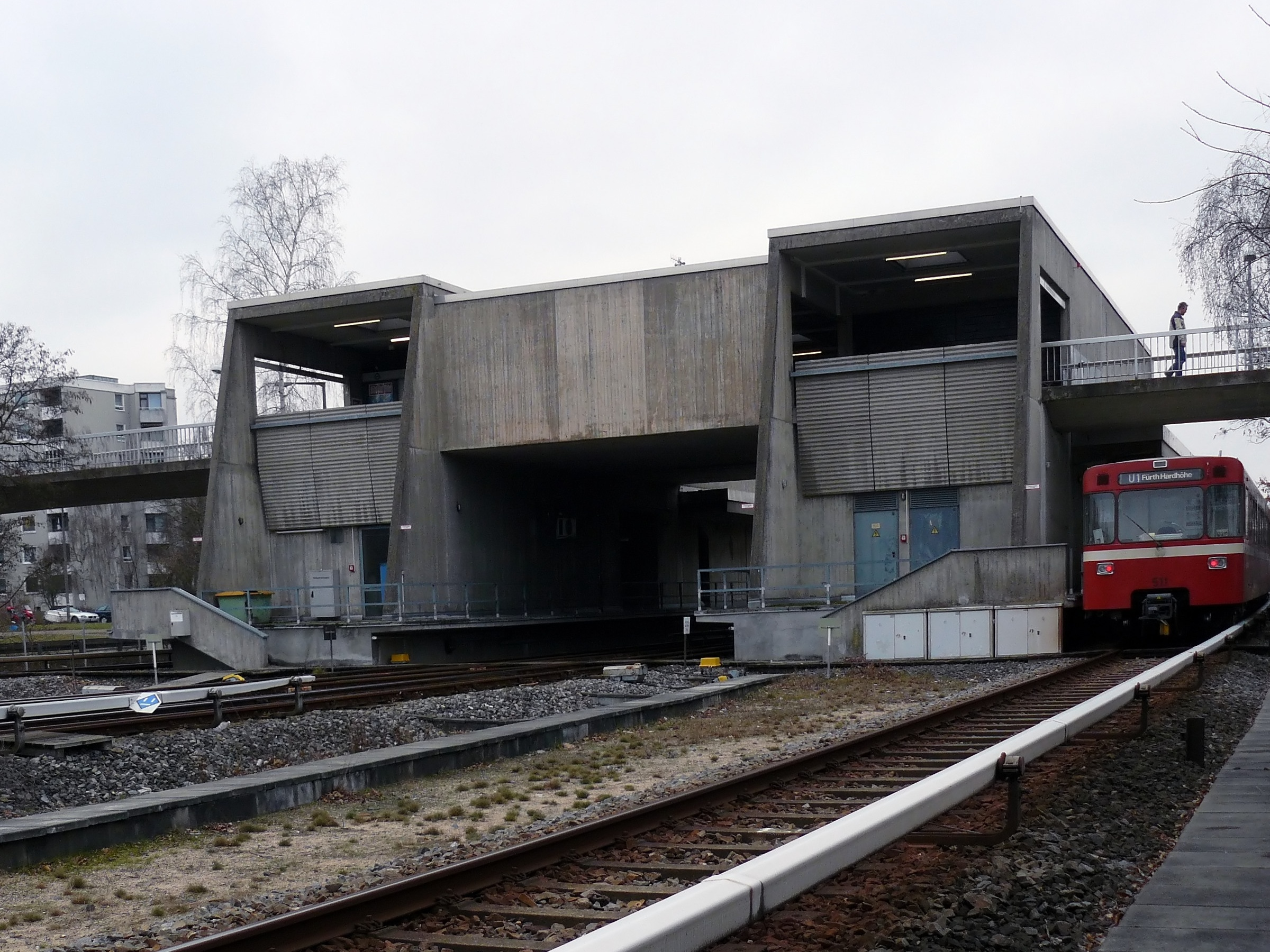
Zug aus Langwasser fährt auf Gleis 2 ein, darüber das Verteilergeschoss

## Linien
| Linie | Verlauf | Takt |
| ----- | --- | --- |
| U1    | Langwasser Süd – Gemeinschaftshaus – Langwasser Mitte – Scharfreiterring – Langwasser Nord – Messe – Bauernfeindstraße – Hasenbuck – Frankenstraße – Maffeiplatz – Aufseßplatz – Hauptbahnhof – Lorenzkirche – Weißer Turm – Plärrer – Gostenhof – Bärenschanze – Maximilianstraße – Eberhardshof – Muggenhof – Stadtgrenze – Jakobinenstraße – Fürth Hauptbahnhof – Rathaus – Stadthalle – Klinikum – Hardhöhe Stand: Fahrplanwechsel Dezember 2023 | 5–7 min (montags–freitags) 3–4 min (Langwasser–Eberhardshof an Schultagen) 6–7 min (samstags) 10 min (sonn-/feiertags) |

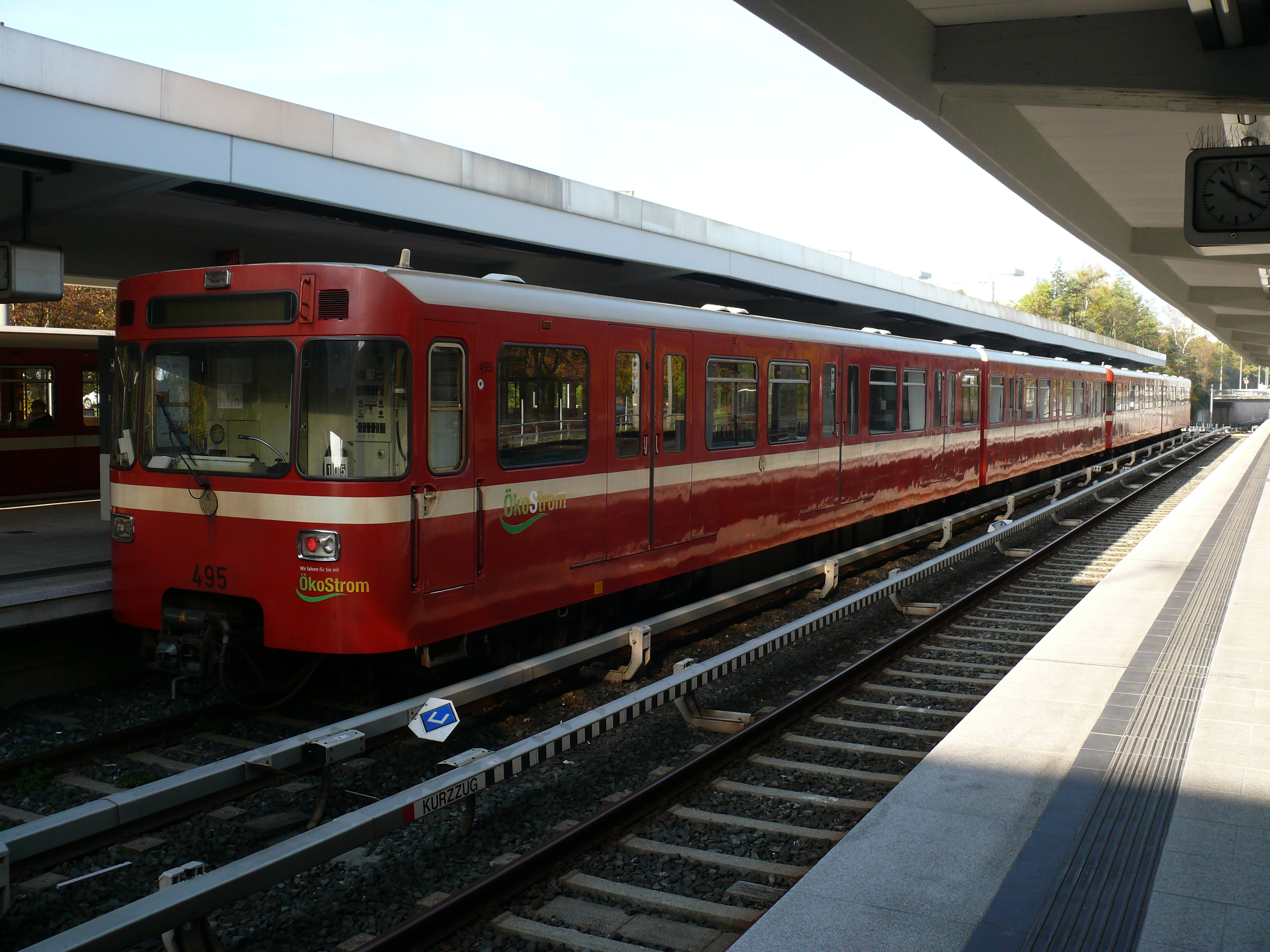
U-Bahnzug vom Typ DT1

Der Bahnhof wird von der Linie U1 bedient. Ein kleiner Teil der U1-Fahrten beginnt hier; dabei handelt es sich um Züge, die aus dem Betriebshof oder der Abstellung kommend ihren Dienst beginnen. Früher endete hier auch kleiner Teil der U1-Fahrten am Abend; inzwischen sind hier endende Fahrten in der Regel nur noch Leerfahrten aus Langwasser Süd. Beidseits des Fußgängerstegs befindet sich an der Otto-Bärnreuther-Straße eine Haltestelle der Stadtbuslinien 55, die auch zum Bahnhof Langwasser Mitte fährt, sowie zur Meistersingerhalle, wo sie auch das Frankenstadion anbindet. Die Linien 92 und 93 sind Verstärkerlinien, die nur an Schultagen verkehren.